# Un cerveau d'un milliard de dollars
Pour plus de détails, voir Fiche technique et Distribution.
Un cerveau d'un milliard de dollars (Billion Dollar Brain) est un film d'espionnage britannique réalisé par Ken Russell, sorti en 1967.
Il s'agit du troisième d'une série de cinq films et téléfilms d'espionnage réalisés dans les années 1960 et 90 dans lesquels Michael Caine incarne l'espion Harry Palmer, personnage créé par Len Deighton : Ipcress, danger immédiat (1965), Mes funérailles à Berlin (1966), Un cerveau d'un milliard de dollars (1967), Bullet to Beijing (en) (1995) et Midnight in Saint Petersburg (en) (1996).

## Synopsis
Un ancien espion britannique se retrouve mêlé à un complot visant à renverser le communisme avec l'aide d'un superordinateur.

## Fiche technique
- Titre : Un cerveau d'un milliard de dollars
- Titre original : Billion Dollar Brain
- Réalisation : Ken Russell

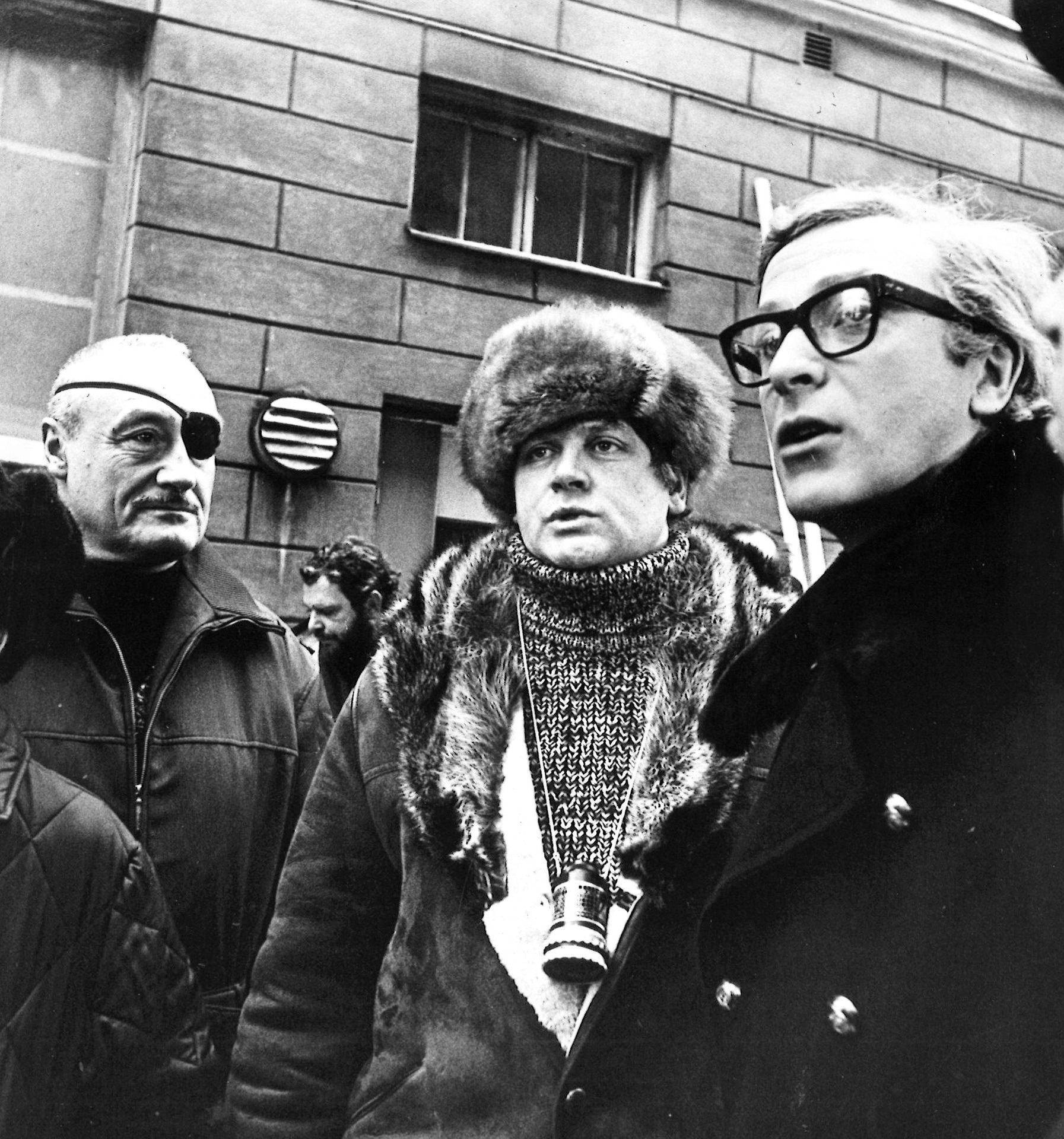
Le producteur André de Toth, le réalisateur Ken Russell et l'acteur Michael Caine lors du tournage du film à Helsinki.

- Scénario : John McGrath, d'après le roman de Len Deighton, Billion Dollar Brain
- Images : Billy Williams
- Musique : Richard Rodney Bennett
- Montage : Alan Osbiston
- Décors : Syd Cain et Bert Davey
- Générique : Maurice Binder
- Production : Harry Saltzman et André de Toth, pour Jovera S.A. et Lowndes Productions Limited
- Pays d'origine : Royaume-Uni
- Langues : anglais
- Format : Couleur (De Luxe) - 2,35:1 - Mono
- Genre cinématographique : Espionnage, Thriller
- Durée : 111 minutes
- Dates de sortie :
  - États-Unis : 20 décembre 1967  (New York)
  - Royaume-Uni : 21 janvier 1968
  - France : 10 octobre 1968[1]
  - Allemagne de l'Ouest : 31 octobre 1968

## Distribution

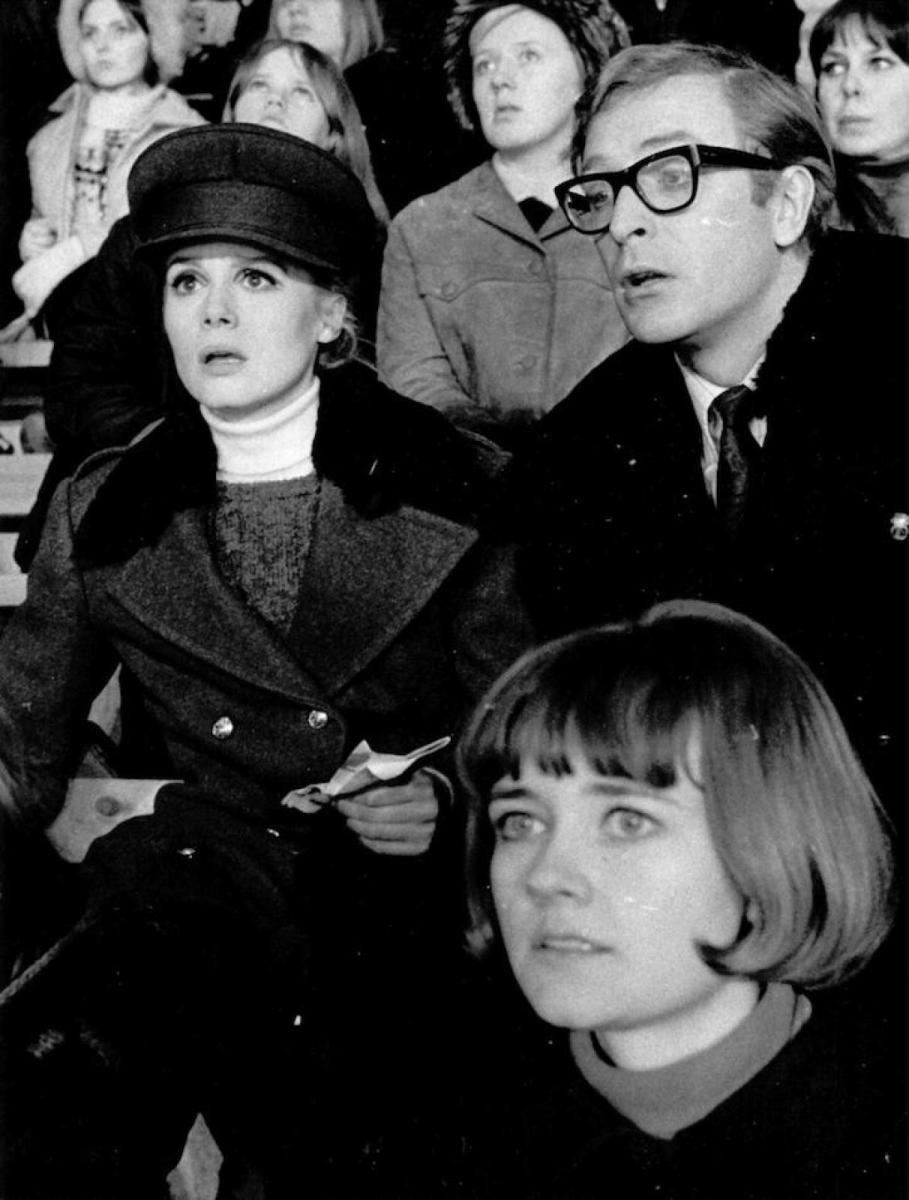
Françoise Dorléac et Michael Caine

- Michael Caine (VF : Jean-Claude Michel) : Harry Palmer
- Karl Malden (VF : Jean-Henri Chambois) : Leo Newbigen
- Ed Begley (VF : Claude Bertrand) : le général Midwinter
- Oskar Homolka (VF : Duncan Elliott) : le colonel Stok
- Françoise Dorléac : Anya
- Guy Doleman : le colonel Ross
- Vladek Sheybal : le docteur Eiwort
- Milo Sperber : Basil
- Fred Griffiths (VF : Gérald Castrix) : le chauffeur de Taxi transportant Harry Palmer
- Janos Kurutz : un gangster letton
- Alexei Jawdokimov : un gangster letton
- Donald Sutherland : scientifique à l'ordinateur
- Gregg Palmer : premier homme d'affaires néerlandais

## Autour du film
- Il s'agit du dernier rôle au cinéma pour Françoise Dorléac, qui devait mourir tragiquement dans un accident de voiture avant la sortie du film.
- Le tableau qui apparaît dans le film est Ad Astra de Gallen-Kallela